# Kostolná-Záriečie
Kostolná-Záriečie és un poble i municipi d'Eslovàquia que es troba a la regió de Trenčín.

## Història
La primera menció escrita de la vila es remunta al 1318.

## Demografia
| Godina             | 1994 | 2004   | 2014   | 2024   |
| ------------------ | ---- | ------ | ------ | ------ |
| Nombre de persones | 662  | 645    | 658    | 671    |
| Diferència         |      | −2,56% | +2,01% | +1,97% |

| Godina             | 2023 | 2024   |
| ------------------ | ---- | ------ |
| Nombre de persones | 672  | 671    |
| Diferència         |      | −0,14% |